# Буряк Анатолій Миколайович
Анато́лій Микола́йович Буря́к (нар. 5 червня 1968 — 6 вересня 2014) — капітан Збройних сил України, учасник російсько-української війни.

## Життєвий шлях
Народився 1968 року в селі Червоні Партизани (нині Володькова Дівиця, Носівський район, Чернігівська область). Закінчив 1984 року Червонопартизанську ЗОШ, по тому — Київську сільськогосподарську академію, спеціальність агроном. Пройшов строкову службу в равах РА у місті Луза Ленінградської області. В 1992—2007 роках працював головним агрономом у колгоспі імені Куйбишева, від 2007 року — керівник Шатурського відділення сільськогосподарського підприємства «Агропрогрес» Ніжинського району. Протягом 2009—2010 років — заступник директора з науково-дослідної роботи та виробництва Ніжинського агротехнічного інституту.
Від липня 2010 року обіймав посаду керуючого у Лосинівському відділенні сільськогосподарського підприємства «Агропрогрес».
Мобілізований 19 березня 2014-го, командир мотострілецького взводу 1-ї окремої гвардійської танкової бригади.
6 вересня 2014 року під час виконання бойового завдання по виходу з оточення терористів, група в складі капітана Анатолія Буряка, молодшого сержанта Козлянського Володимира Володимировича, солдата Остропольського Олександра Валерійовича вийшла із села Шишкове в напрямку міста Щастя. Групу переслідували терористи. Діставшись до річки Сіверський Донець, командир групи капітан Анатолій Буряк наказав підлеглим переправлятись на другий бік, сам лишився прикривати їх відхід.
Під час утримання терористів на безпечній для переправи особового складу відстані Анатолій зазнав смертельного поранення.
Без Анатолія лишились мама Надія Пилипівна, дружина та троє дітей.
Похований у селі Червоні Партизани 11 вересня 2014 року.

## Нагороди та вшанування
За особисту мужність і героїзм, виявлені у захисті державного суверенітету та територіальної цілісності України, вірність військовій присязі під час російсько-української війни, відзначений — нагороджений
- 15 травня 2015 року — орденом Богдана Хмельницького III ступеня (посмертно)[2]
- у грудні 2014 року в пам'ять про Анатолія Буряка на будівлі Червонопартизанської ЗОШ встановлена меморіальна дошка.
- Його портрет розміщений на меморіалі «Стіна пам'яті полеглих за Україну» в Києві: секція 4, ряд 3, місце 21
- Вшановується в меморіальному комплексі «Зала пам'яті», в щоденному ранковому церемоніалі 6 вересня[3]